# Emilio Aldecoa Gómez
Emilio Aldecoa Gómez (Bilbao, 30 de novembre de 1922 - Lloret de Mar, 4 de setembre de 1999) fou un futbolista basc dels anys 1940 i 1950 i posterior entrenador.

## Trajectòria
Arribà a Anglaterra com a refugiat de la Guerra Civil l'any 1937. Començà jugant al Wolverhampton Wanderers FC el 1943. Debutà al primer equip el setembre d'aquest any en una victòria per 2 a 1 davant el Crewe Alexandra i acabà la temporada com a màxim golejador de l'equip amb 11 gols en 30 partits. Fitxà pel Coventry City FC l'agost de 1945 i marcà en el seu debut en una victòria per 3 a 1 davant el Portsmouth FC. La següent temporada, després de la Guerra Mundial, disputà 29 partits amb el Coventry, sense marcar.
El 1947 retornà a Bilbao, fitxant per l'Athletic Club. Hi debutà el 21 de setembre de 1947 en una derrota per 5 a 1 davant el Celta de Vigo. Marcà 9 gols en 45 partits de lliga en dues temporades. Jugà un partit amb la selecció d'Espanya el mes de maig de 1948 a l'Estadi de Montjuïc de Barcelona davant Irlanda (2-1). Després fitxà pel Reial Valladolid (1949) on marcà 11 gols en 49 partits. El 1951 ingressà al FC Barcelona, que vivia una època brillant, l'anomenat Barça de les Cinc Copes. En la seva primera temporada al club marcà dos gols en 19 partits i guanyà la copa espanyola. Les dues temporades següents guanya dues lligues i dues copes espanyoles, malgrat jugar pocs partits com a titular. Disputà la final de la Copa Llatina de 1952, vencent per 1 a 0 a l'OGC Nice al Parc dels Prínceps de París.
Ja durant els seus darrers anys al Barcelona s'havia tret el títol d'entrenador. En finalitzar la temporada 1952-53, sense haver penjat encara les botes oficialment i amb permís del FC Barcelona, va començar a treballar com a tècnic del Nàstic de Tarragona, en aquell temps a la Tercera Divisió, però la seva aventura va durar poc, ja que li va sorgir la possibilitat de seguir com a jugador a les files de l'Sporting de Gijón el 1954. Al club asturià jugà pocs parits i el mateix any es convertí en tècnic del modest Hèrcules de l'Hospitalet acabat d'ascendir a la Tercera Divisió, a qui va aconseguir mantenir en la categoria. Posteriorment va passar a entrenar el Girona FC durant dues temporades, obtenint un històric ascens a la Segona Divisió i aconseguint mantenir el club a la categoria de plata. Es dona l'anècdota que entrenant el Girona va haver de jugar en una ocasió com a jugador per falta d'efectius a la plantilla. El Girona FC seria l'equip al qual Aldecoa cíclicament acabaria tornant a entrenar durant tres dècades. Fins en 5 ocasions diferents va entrenar a l'equip català.
El 1957 es va fer càrrec del CD Comtal de Barcelona, equip que acabava de baixar de la Primera divisió espanyola. Aldecoa va entrenar el Comtal durant dues temporades. Encara que va mantenir l'equip en els llocs alts de la classificació no va aconseguir l'ascens, objectiu que se li havia marcat. Després d'una altra temporada més al Girona, que havia caigut de nou a la Tercera Divisió i al que no va ser capaç de pujar de nou, Aldecoa va decidir marxar a Anglaterra i prosseguir allí la seva carrera com a tècnic. Aldecoa restà durant 6 anys a les Illes Britàniques, essent membre del cos tècnic del Birmingham City FC entre 1960 i 1962. El 1966 es feu càrrec del Reial Valladolid, passant posteriorment pel Girona novament. El 1969 fou contractat com a intèrpret del tècnic anglès Vic Buckingham, fitxat pel FC Barcelona. Establert a la localitat catalana de Lloret de Mar a la Costa Brava, els darrers anys entrenà diversos clubs modestos catalans.

## Palmarès
FC Barcelona
- Lliga espanyola: 1951-52, 1952-53
- Copa espanyola: 1950-51, 1951-52, 1952-53
- Copa Llatina: 1952
- Copa Eva Duarte de Perón: 1952, 1953